# Potentilla goldmanii
Potentilla goldmanii là loài thực vật có hoa trong họ Hoa hồng. Loài này được Painter ex Rydb. miêu tả khoa học đầu tiên năm 1908.